# Port lotniczy Tortuguero
Port lotniczy Tortuguero (ang. Tortuguero Airport, IATA: TTQ, ICAO: MRAO) – port lotniczy zlokalizowany w kostarykańskim mieście Tortuguero.